# Maladera delicta
Maladera delicta är en skalbaggsart som beskrevs av Brenske 1897. Maladera delicta ingår i släktet Maladera och familjen Melolonthidae. Inga underarter finns listade i Catalogue of Life.